# Klimó István
Klimó István (Debrecen, 1883. október 8. – Budapest, Kispest, 1961. május 26.) magyar festő.

## Életrajza
Klimó Aurél és Király Karolina fia. Művészeti tanulmányait a fővárosi Mintarajziskolában és a budapesti Képzőművészeti Főiskolán végezte Ferenczy Károlynál. 1903-04-ben tanulmányutat tett Firenzében, műveivel 1905-től szerepelt budapesti kiállításokon. Figurális és tájképeket készített naturalista modorban. 1910-ben Budapesten, az Erzsébetvárosban feleségül vette Kovács Gizellát. 1921-ben a Műcsarnokban gyűjteményes kiállítása volt, 1961-ben emléktárlata nyílt Kispesten. Művei közül több megtalálható a Magyar Nemzeti Galériában.